# Aphengoecus clypeatus
Aphengoecus clypeatus är en skalbaggsart som beskrevs av Louis Albert Péringuey 1901. Aphengoecus clypeatus ingår i släktet Aphengoecus och familjen bladhorningar. Inga underarter finns listade i Catalogue of Life.